# La Chomette
La Chomette (okzitanisch: La Chaumeta) ist eine französische Gemeinde mit 147 Einwohnern (Stand: 1. Januar 2022). Sie liegt im Département Haute-Loire in der Region Auvergne-Rhône-Alpes (vor 2016 Auvergne) und gehört zum Arrondissement Brioude sowie zum Kanton Pays de Lafayette. 

## Geographie
La Chomette liegt etwa 34 Kilometer nordwestlich von Le Puy-en-Velay.

### Nachbargemeinden
Umgeben wird La Chomette von den Nachbargemeinden Lavaudieu im Norden, Domeyrat im Nordosten, Paulhaguet im Osten und Südosten, Salzuit im Süden, Saint-Privat-du-Dragon im Westen und Südwesten sowie Vieille-Brioude im Westen und Nordwesten.

## Bevölkerungsentwicklung
| Jahr                       | 1962 | 1968 | 1975 | 1982 | 1990 | 1999 | 2006 | 2011 | 2017 |
| Einwohner                  | 142  | 143  | 147  | 147  | 128  | 131  | 136  | 145  | 154  |
| Quellen: Cassini und INSEE |      |      |      |      |      |      |      |      |      |

## Sehenswürdigkeiten

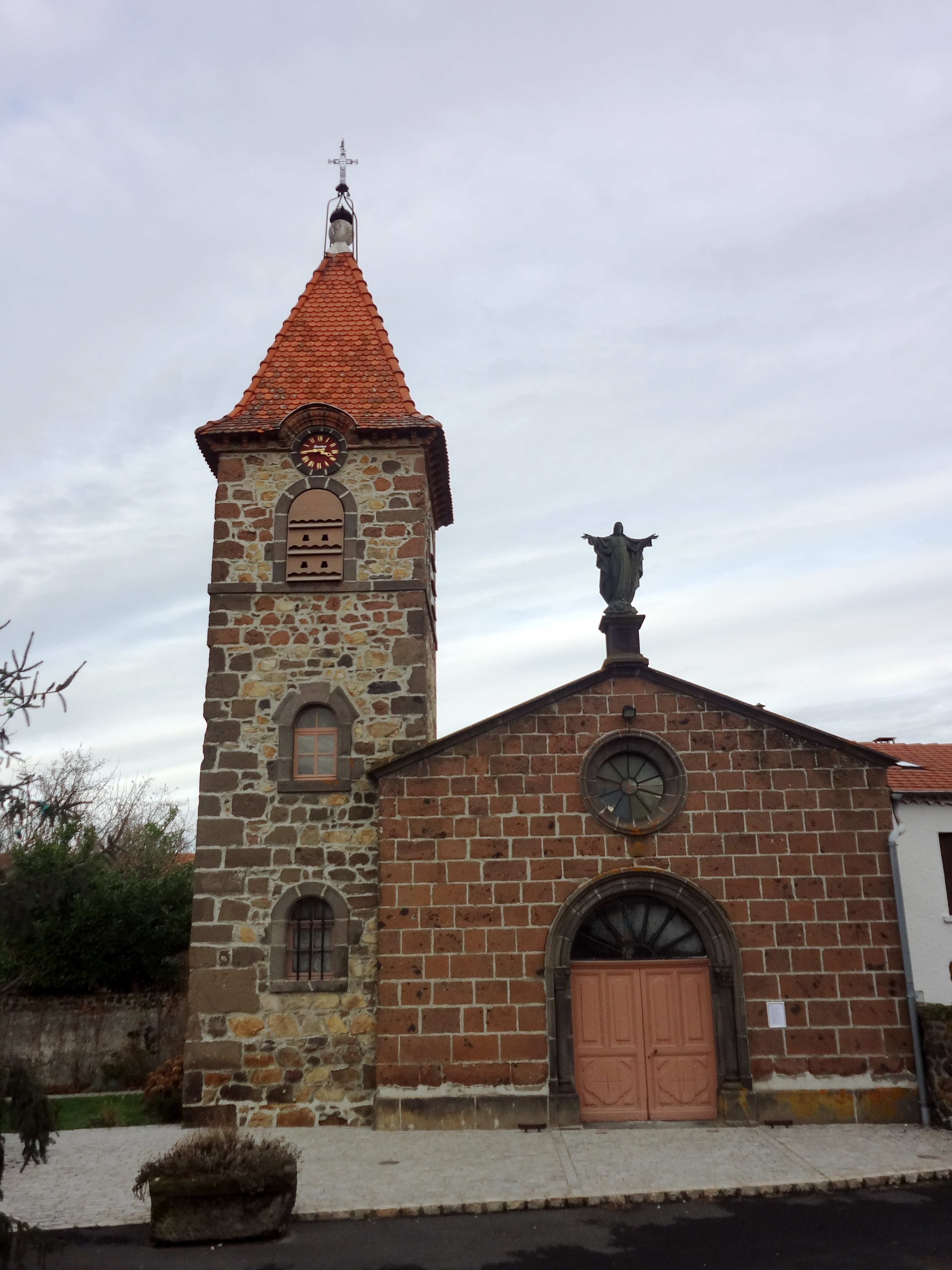
Kirche Saint-Mary

- Kirche Saint-Mary